# Jun’ya Higashi
Jun’ya Higashi (japanisch 東 隼也 Higashi, Jun’ya; * 13. November 1997 in Amagasaki) ist ein japanischer Fußballspieler.

## Karriere
Higashi erlernte das Fußballspielen in der Jugendmannschaft von Vissel Kobe. Hier unterschrieb er 2016 auch seinen ersten Vertrag. Der Verein spielte in der höchsten Liga des Landes, der J1 League. Für den Verein absolvierte er zwei Erstligaspiele. 2018 wechselte er auf Leihbasis zum Drittligisten Fukushima United FC. Nach der Ausleihe wurde er 2019 von Fukushima fest verpflichtet. Für Fukushima absolvierte er 18 Ligaspiele. 2020 wechselte er zum Fünftligisten Tokyo United FC.